# Berufsgenossenschaftliche Kliniken Bergmannstrost Halle
Berufsgenossenschaftliche Kliniken Bergmannstrost Hall es el hospital universitario de la Universidad de Halle-Wittenberg

## Prioridades
- Centro de trauma (Traumatismo)
- Centro de quemados (Quemadura)

tardarán semanas o meses en regenerar la piel, que presentará queloides. En muchos casos, en que la piel no será capaz de regenerarse, será necesario una cirugía: el trasplante de piel, que será realizada por un cirujano plástico.
- Centro de Lesiones de la Médula Espinal
- Interdisciplinario rehabilitación temprana

## Servicios y especialidades
| Clínicas / Áreas Especialistas / Centros / Departamentos                           | camas  | Líderes                |
| ---------------------------------------------------------------------------------- | ------ | ---------------------- |
| Clínica de Cirugía de Trauma y Reconstructiva                                      | 108    | Prof. Dr. Dr. Hofmann  |
| Centre de Lesiones de la médula espinal y Clínica de Cirugía de Cirugía ortopédica | 60     | Dr. med. Klaus Röhl    |
| Clínica de Cirugía Plástica y Cirugía de la Mano, centro de quemados               | 36 + 8 | PD Dr. med. Steen      |
| Clínica de cirugía generales y abdominal                                           | 36     | Dr. med. Zaage         |
| Clínica de Neurocirugía                                                            | 36     | Prof. Dr. med. Meisel  |
| Clínica de Neurología                                                              | 36     | PD Dr. med. Wohlfahrt  |
| Clínica de los primeros rehabilitación interdisciplinaria                          | 40     | PD Dr. med. Wohlfahrt  |
| Clínica de diagnóstico por imágenes y radiología intervencional                    | -      | Dr. med. Braunschweig  |
| Departamento de Anestesia, medicina intensiva y emergencia                         | 20     | PD Dr. med. Stuttmann  |
| Clínica Médica                                                                     | 72     | PD Dr. med. Barth      |
| Departamento de Psicología médica 1                                                | -      | Dr. Utz Ullmann        |
| Servicios sociales                                                                 | -      |                        |
| Pastoral                                                                           | -      |                        |
| internación ambulatoria                                                            | -      | Dr. jur. Hubert Erhard |